# Максиміліан Гакман
Максиміліан Гакман (* 1877, с. Опришени (Буковина), Радівецький повіт, Австро-Угорська імперія (тепер село Глибоцького району Чернівецької області) – † 1961, м. Турда, Румунія) — доктор права, професор, громадський діяч, ректор Чернівецького університету в 1921-1922 роках

## Біографія
Максиміліан Гакман народився в сім’ї священика, племінник першого Буковинського митрополита Євгена Гакмана.
Вищу правову освіту здобув у Лейпцигу та Берліні.
Трудову діяльність розпочав викладачем торговельного та міжнародного права.
Був кандидатом у адвокати, секретарем національного румунського консиліуму на Буковині у 1918 році.
Штатним професором на юридичному факультеті Чернівецького університету став з 1919 року.
15 жовтня 1919 року терміном на три роки М. Гакман був призначений головою екзаменаційної комісії для проведення правничо-історичного державного екзамену у Чернівецькому університеті.
На 1919-1921 обраний деканом юридичного факультету Чернівецького університету.
У 1920 році був призначений інспектором Товариства румунських ремісників.
На 1921-1922 навчальний рік був обраний ректором Чернівецького університету.
За час його ректорства на базі філософського факультету було створено філософсько-філологічний і природничий факультети.
Обирався на посаду проректора.
В 1922 році призначений заступником завідувача кафедри міжнародного права Чернівецького університету.
Протягом тривалого часу на юридичному факультеті М. Гакман читав ряд спецкурсів: комерційне право, міжнародне публічне та приватне право .
Двічі обирався до університетського сенату. Вперше – 17 березня 1926 року, у 1938-1939 навчальному році – знову.
На 1938-1939 був знову обраний деканом юридичного факультету.
Максиміліан Гакман займав і виборні адміністративні посади. Так, 24 червня 1923 року він був обраний сенатором від університету до румунського парламенту .
У різні роки входив до складу цілого ряду університетських комісій. У 1924-1925 роках був членом бюджетної комісії юридичного факультету, а у 1937-1938 навчальному році його обрали до складу комісії з питань медичного обслуговування студентів.
Окрім науково-педагогічної діяльності на юридичному факультеті Чернівецького університету, професор Максиміліан Гакман брав активну участь у міжнародному науковому житті. Зокрема, у вересні 1935 році брав участь у Міжнародному конгресі права в Мюнхені, в 1936 році  – у роботі третього Конгресу Академії права в Берліні.
Поряд з педагогічною діяльністю Максиміліан Гакман був головою «Товариства румунської літератури і культури на Буковині» (1944), займався активною культурно-просвітницькою роботою з чернівецькою молоддю, проводив наукові конференції із студентською спілкою “Junimea” (“Молодь”).
Максиміліан Гакман був обраний почесним громадянином сіл «Вікно»  (1927), Вадул Ніструлуй (1927), Цурени (1928), почесним членом товариства «Православна Академія», членом Чернівецького повітового комітету Національної ліберальної партії, членом-кореспондентом адміністративної ради (1925), віце-головою сенату Румунії, почесним членом академічного товариства «Юність», членом-засновником  музично-драматичного товариства «Чіпріан Порумбеску».
Помер професор Максиміліан Гакман у 1961 році у м. Турда (Румунія).

## Наукова діяльність
Максиміліан Гакман друкувався у різних виданнях Буковини (зокрема  у журналі «Candela» («Лампадка»)), співпрацював із багатьма румунськими виданнями, серед яких «Часопис публічного права», «Румунські пандекти», «Журнал товариств і комерційного права».
Основні напрямки його наукової діяльності – це дослідження міжнародного публічного та приватного, комерційного і вексельного права.
На початку 30-х років М. Гакман видав двотомник «Порівняльне торговельне право» та монографію «Німецька дипломатія у міжвоєнний період».
У румунській академічній бібліотеці знаходяться 17 його праць .
У бібліотеці Чернівецького національного університету ім. Ю. Федьковича зберігаються декілька історико-політичних нарисів, теоретико-правових досліджень та два трактати з міжнародного приватного і публічного права та вексельного права .

## Нагороди
- За заслуги перед румунським королівством нагороджений орденом «Корона Румунії».